# 클라우드 접근 보안 중개
클라우드 접근 보안 중개(Cloud access security broker, CASB, '캐스비'로도 발음)는 클라우드 서비스 사용자와 클라우드 애플리케이션 사이에 위치하며 모든 활동을 모니터링하고 보안 정책을 시행하는 온프레미스 또는 클라우드 기반 소프트웨어이다. CASB는 사용자 활동 모니터링, 잠재적으로 위험한 작업에 대해 관리자에게 경고, 보안 정책 준수 시행, 맬웨어 자동 방지 등의 서비스를 제공할 수 있다.

## 정의
2012년 가트너가 처음 정의한 CASB는 다음과 같이 정의된다.
클라우드 기반 리소스에 액세스할 때 엔터프라이즈 보안 정책을 결합하고 삽입하기 위해 클라우드 서비스 소비자와 클라우드 서비스 공급자 사이에 배치되는 온프레미스 또는 클라우드 기반 보안 정책 적용 지점이다. CASB는 여러 유형의 보안 정책 시행을 통합한다. 보안 정책의 예로는 인증, SSO(통합 인증), 권한 부여, 자격 증명 매핑, 장치 프로파일링, 암호화, 토큰화, 로깅, 경고, 맬웨어 탐지/방지 등이 포함된다.